# Åhlénsklockan

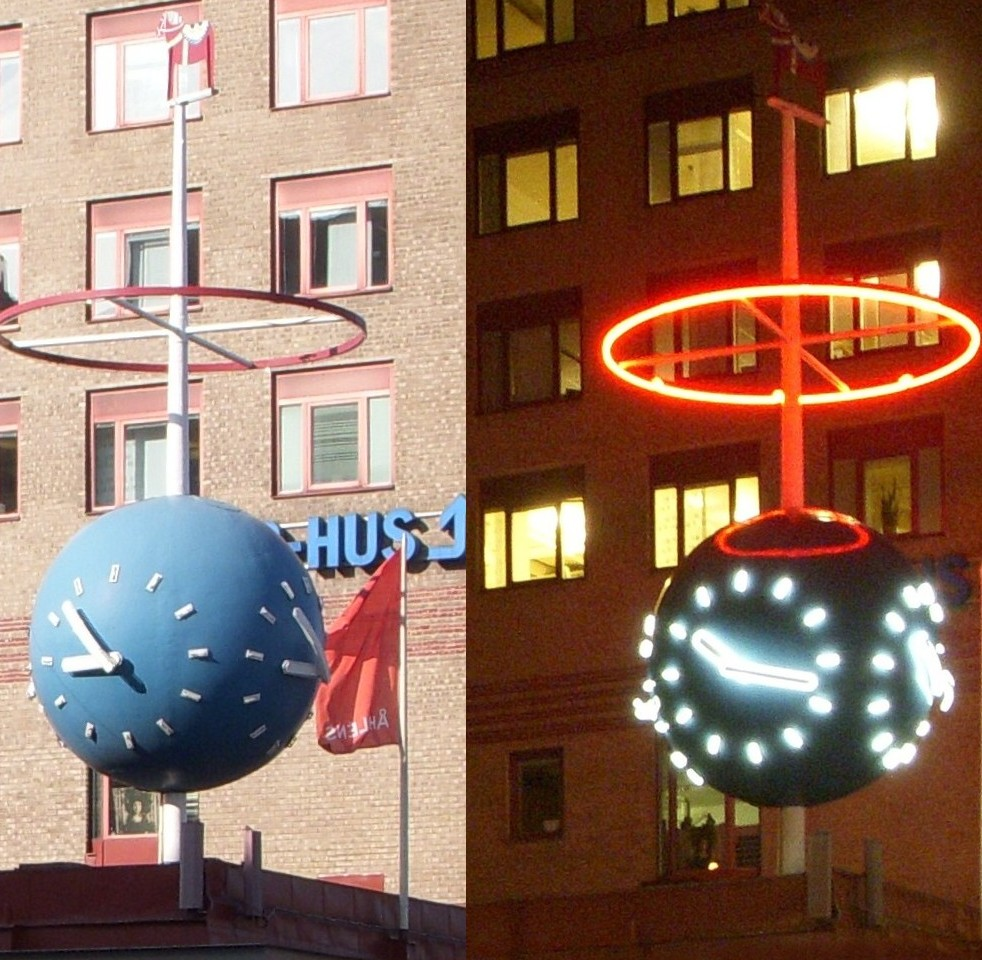
Tidkulan på dag och på natt.

Åhlénsklockan (även kallad Åhléns tidkula) är en neonskulptur i form av en klotformad klocka på taket av varuhuset Åhléns Söders entrébyggnad vid hörnet Götgatan / Ringvägen på Södermalm i Stockholm. Åhléns tidkula vann år 2017 den av Stadsmuseet i Stockholm arrangerade årliga tävlingen Lysande skylt.

## Historik

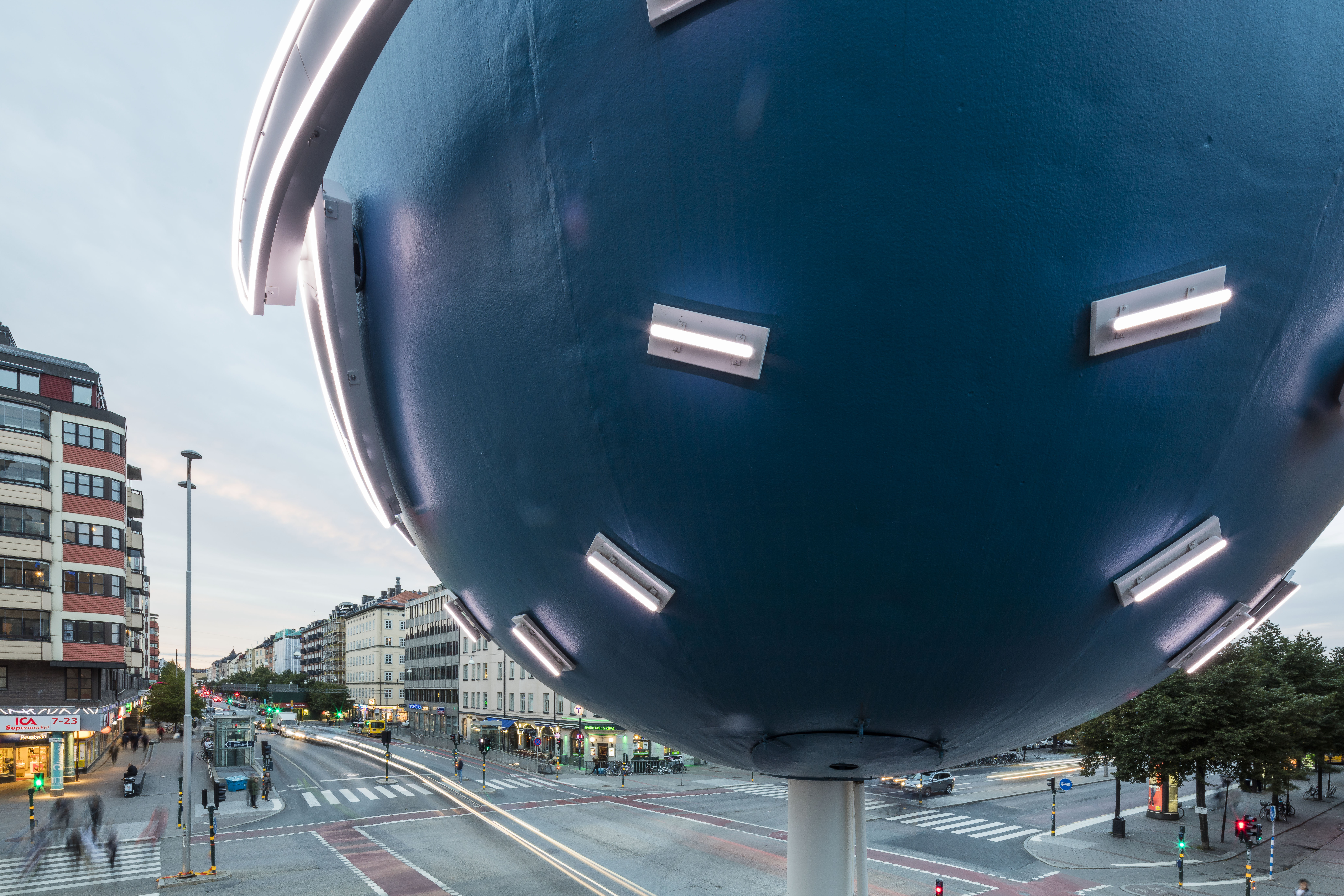
Tidkulan i närbild, 2017.

Byggnaden för Åhléns Söder uppfördes redan 1929 efter ritningar av arkitekt Edvard Bernhard.  Den välkända neonskulpturen kom på plats i november 1942. Den är utformad som en klotformad klocka krönt av en dalahäst. Inspirationen hämtades från tidkulor, men skulpturen är inte rörlig. 
Hela skulpturen väger 3 500 kilo och har fyra urtavlor samt en röd neonljusring svävande ovanför. Klotet är målat i ljusblå kulör, masten som går rakt genom klotet och bär upp neonringen är vit och själva dalahästen har den traditionella färgsättningen. Denna tidskula som syns lång väg längs Götgatan och Johanneshovsbron har blivit ett välkänt inslag i Södermalms stadsbild. 
Under 2016 lät man renovera både klockan och skulpturen varpå dess belysning byttes mot LED. Dessutom lät man montera ned urverket som därefter renoverades av en urmakare innan det återmonterades på samma plats igen.
Den paviljongliknande tornbyggnaden som reser sig högt över varuhuset har numera ett rött lysande Å (Åhléns initial och logotyp) mot norr och syd, som syns långt över staden. Ursprungligen fanns där ett sammanflätat ÅH (efter Åhlén & Holm) som så småningom byttes till ett rödlysande ÅH, där bokstaven Å föreställde en stiliserad kvinna och bokstaven H var utformad som en fluga (för mannen). På 1980-talet fanns ytterligare en variant, då stod hela ordet "Åhléns" skrivet på tornet.

## Skyltpris
I Stadsmuseets tävling Lysande skylt har stockholmarna för sjunde och sista året röstat fram sin favorit. År 2017 blev Åhléns tidkula vid Åhléns Söder klar vinnare. Juryns motivering:
| ” | Åhléns tidkula lyser sedan nyårsafton 1942 upp Skanstull. Den drar blickarna till sig med lysande urtavlor och en neonröd 4,5 meter bred ljusring, toppad med en dalahäst. I december fyller tidkulan 75 år. | „ |

## Historiska bilder

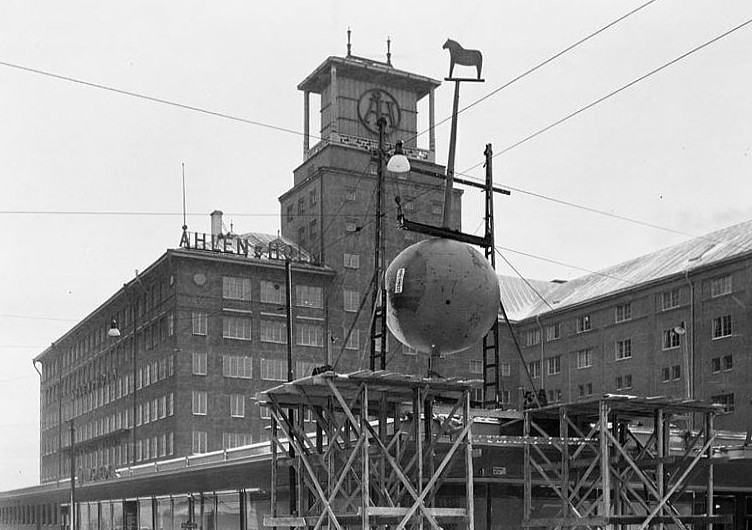
Klockan monteras, november 1942
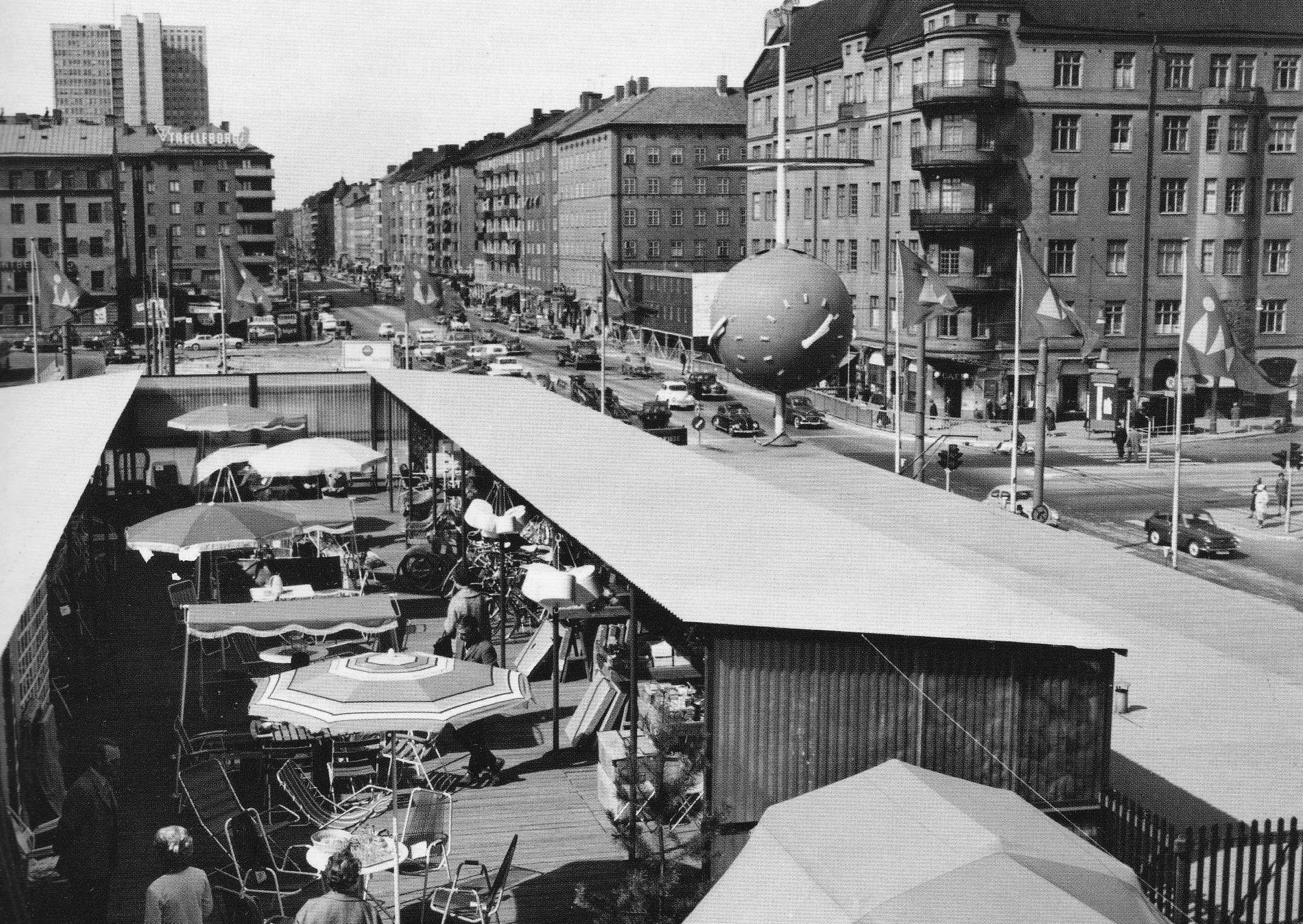
Klockan från takterrassen cirka 1960
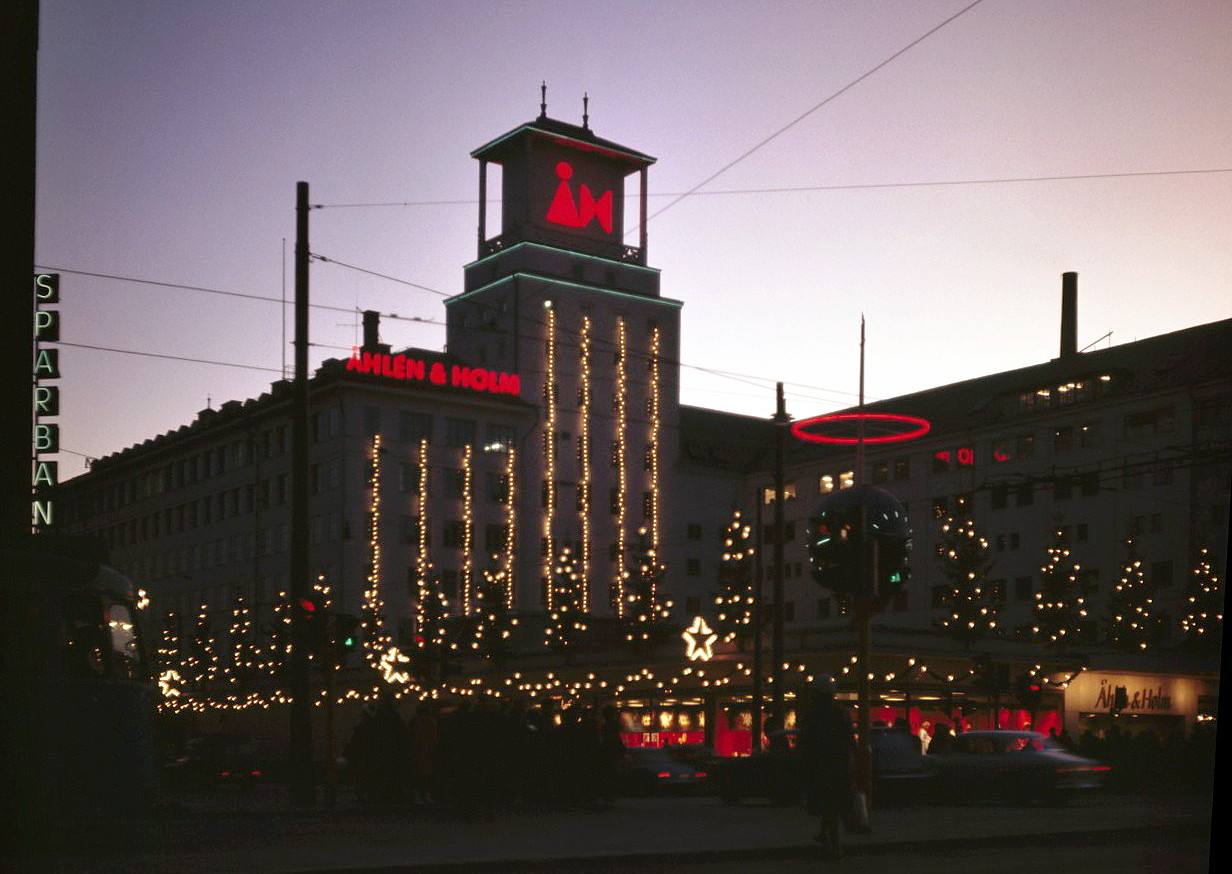
Huset och klockan, december 1963
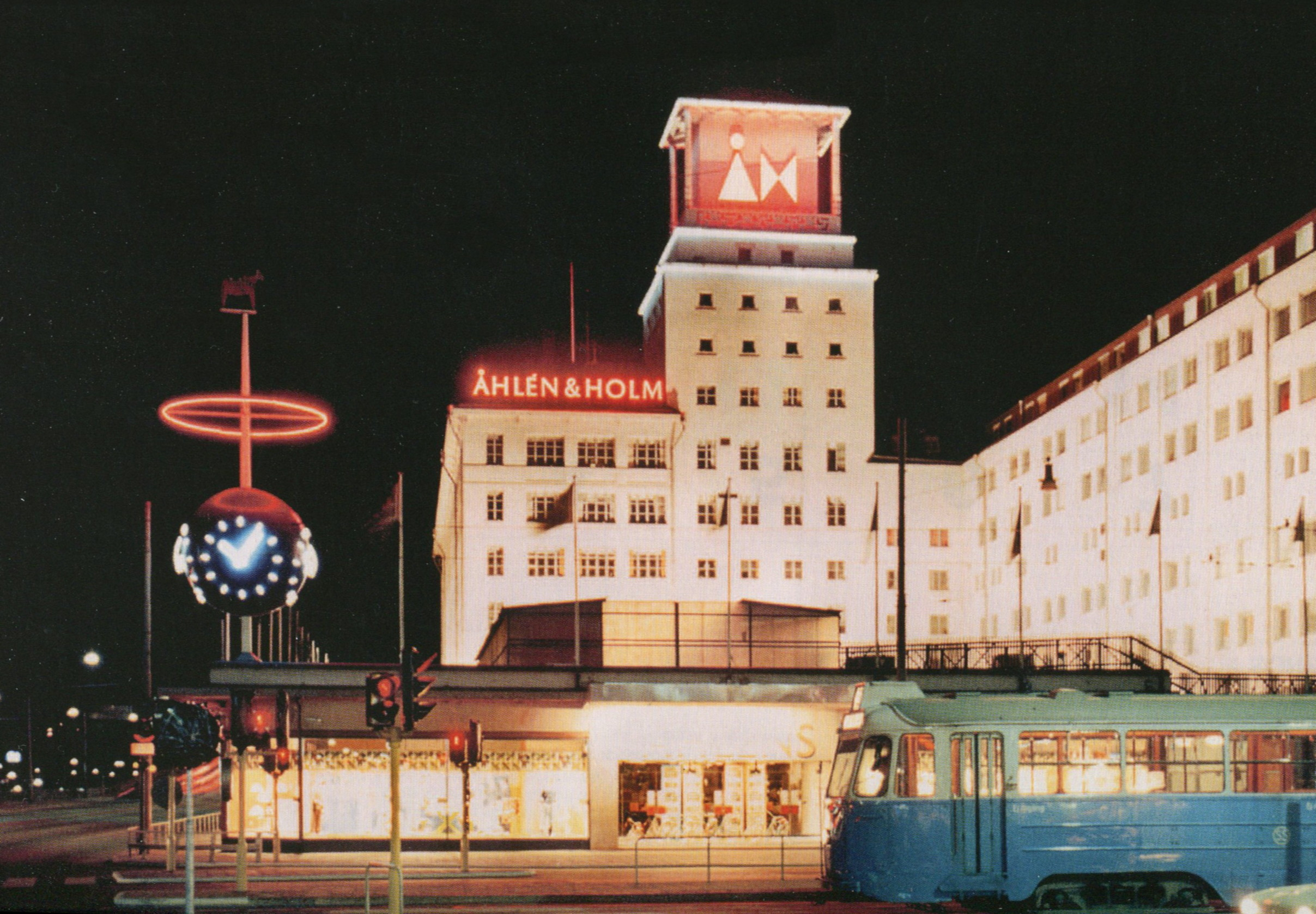
Huset och klockan, 1967

## Nutida bilder

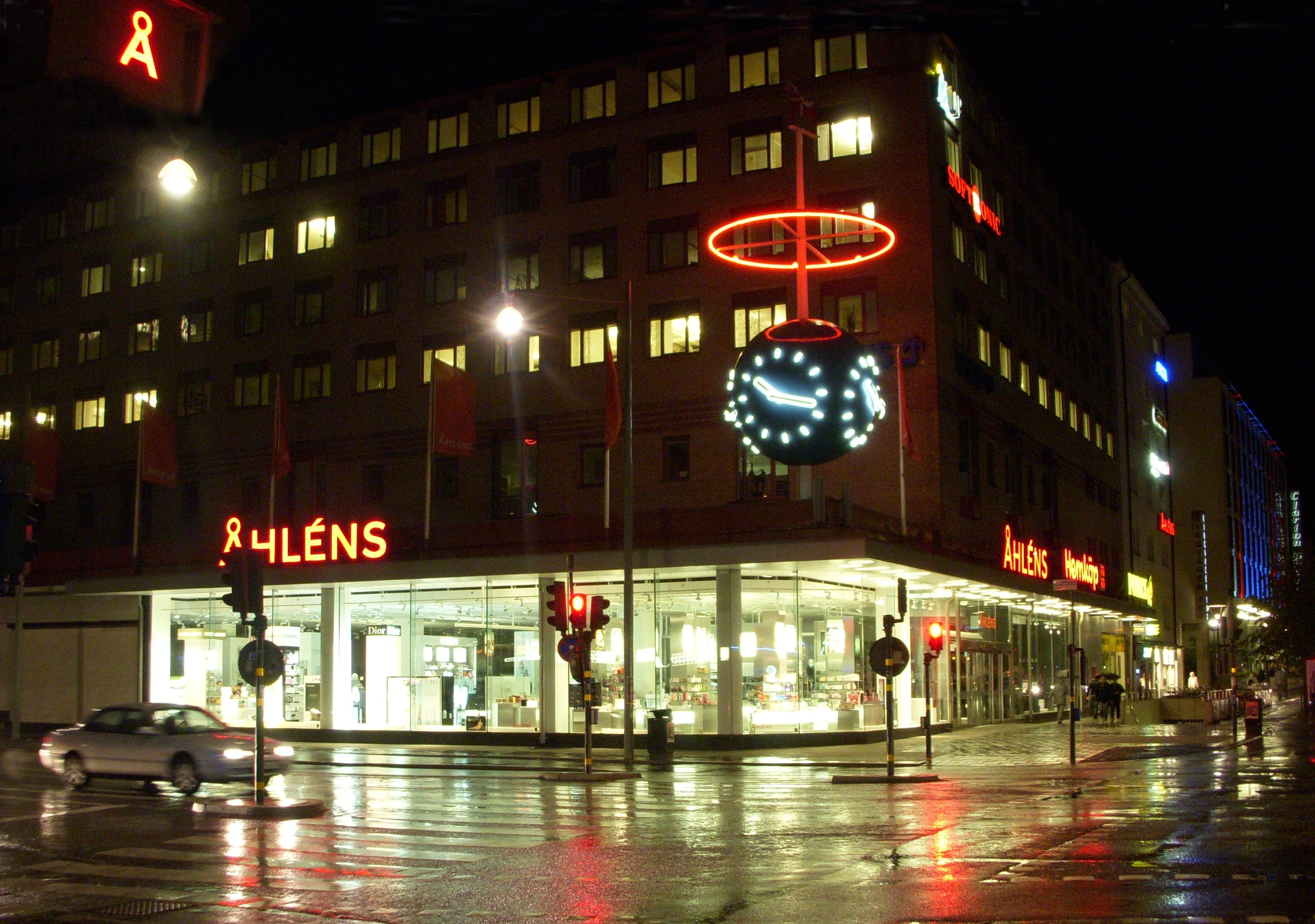
Entrén och klockan en augustikväll 2009
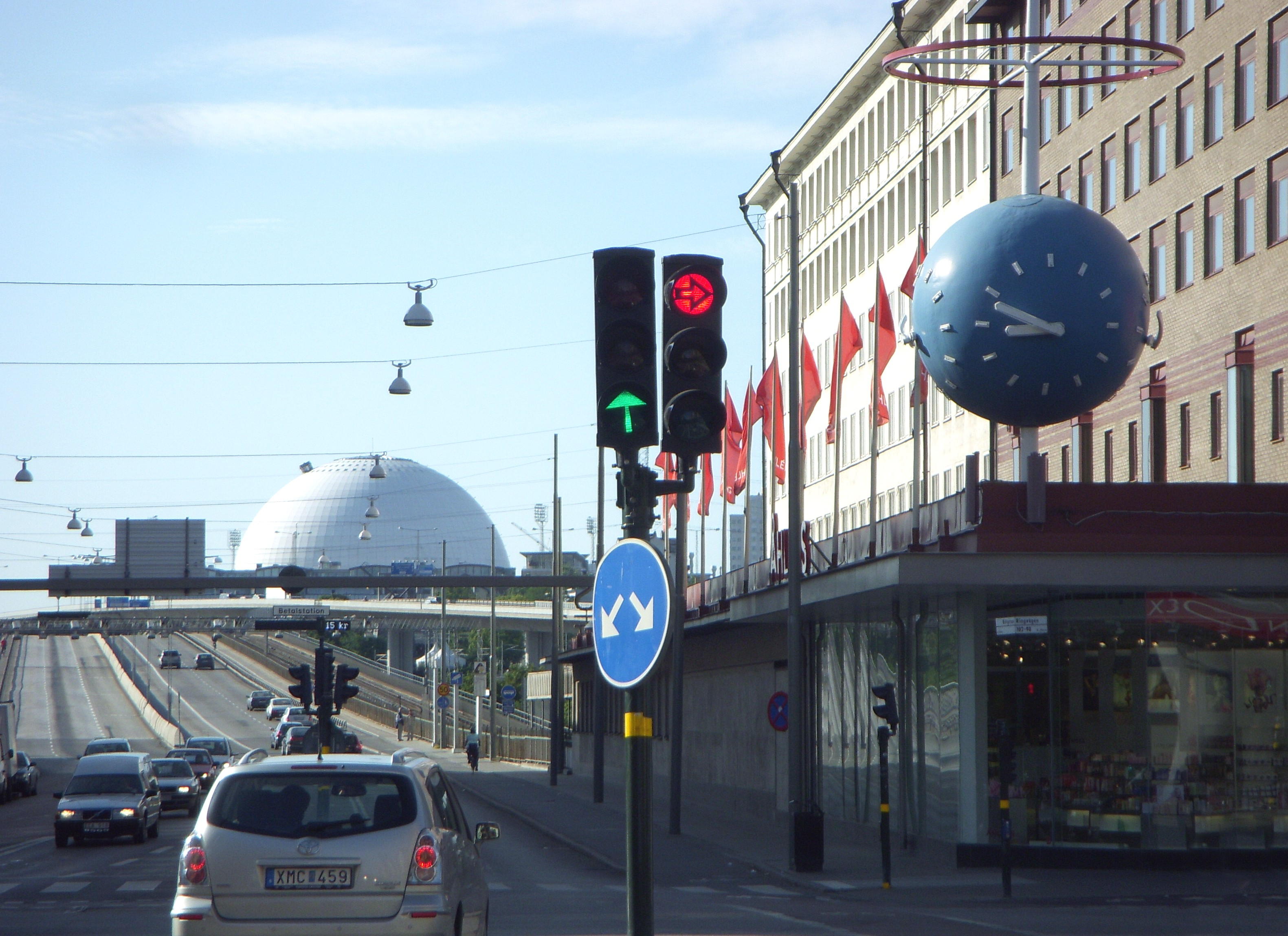
Klockan, Johanneshovsbron och Globen 2009
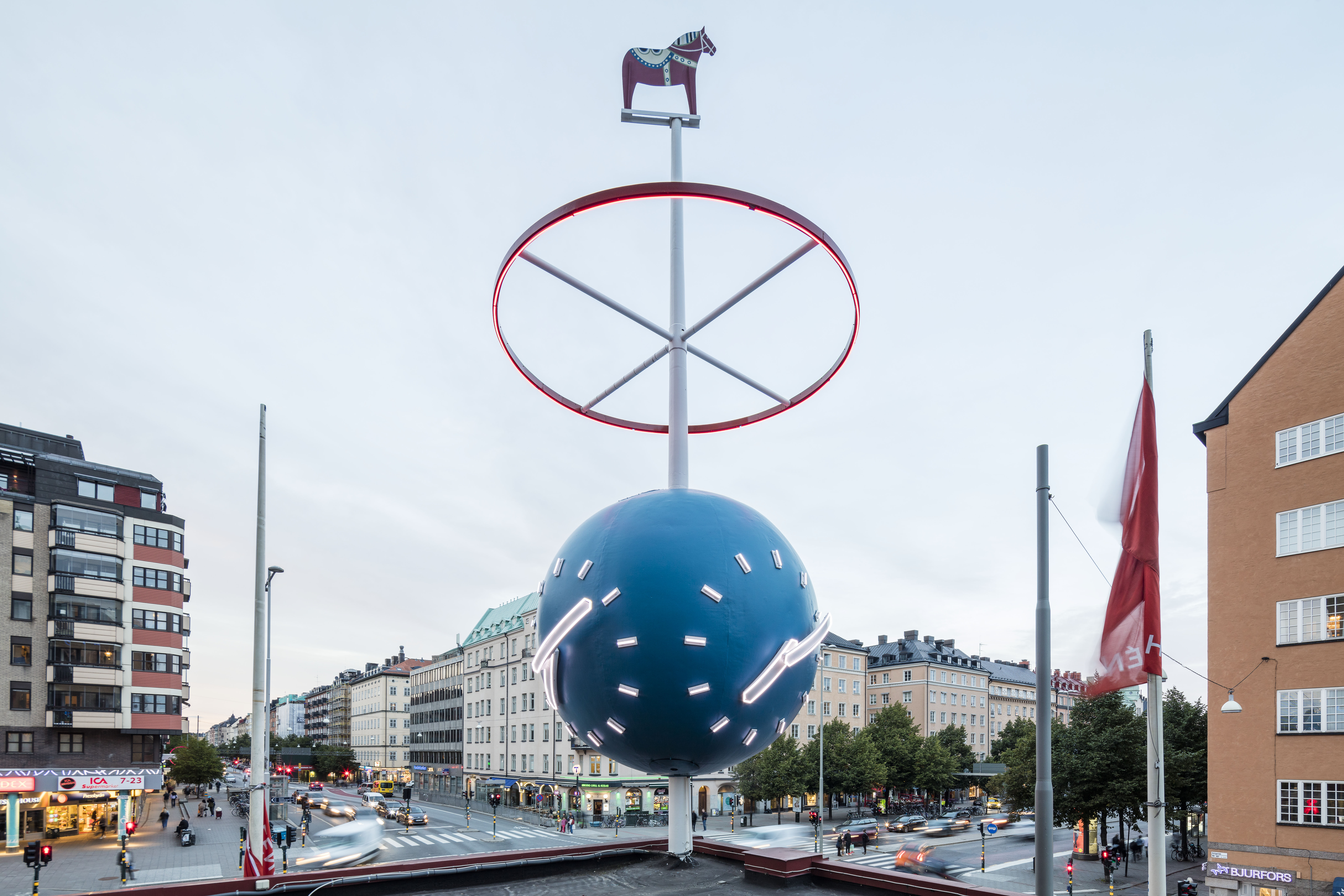
Klockan från takterrassen med Götgatan 2017
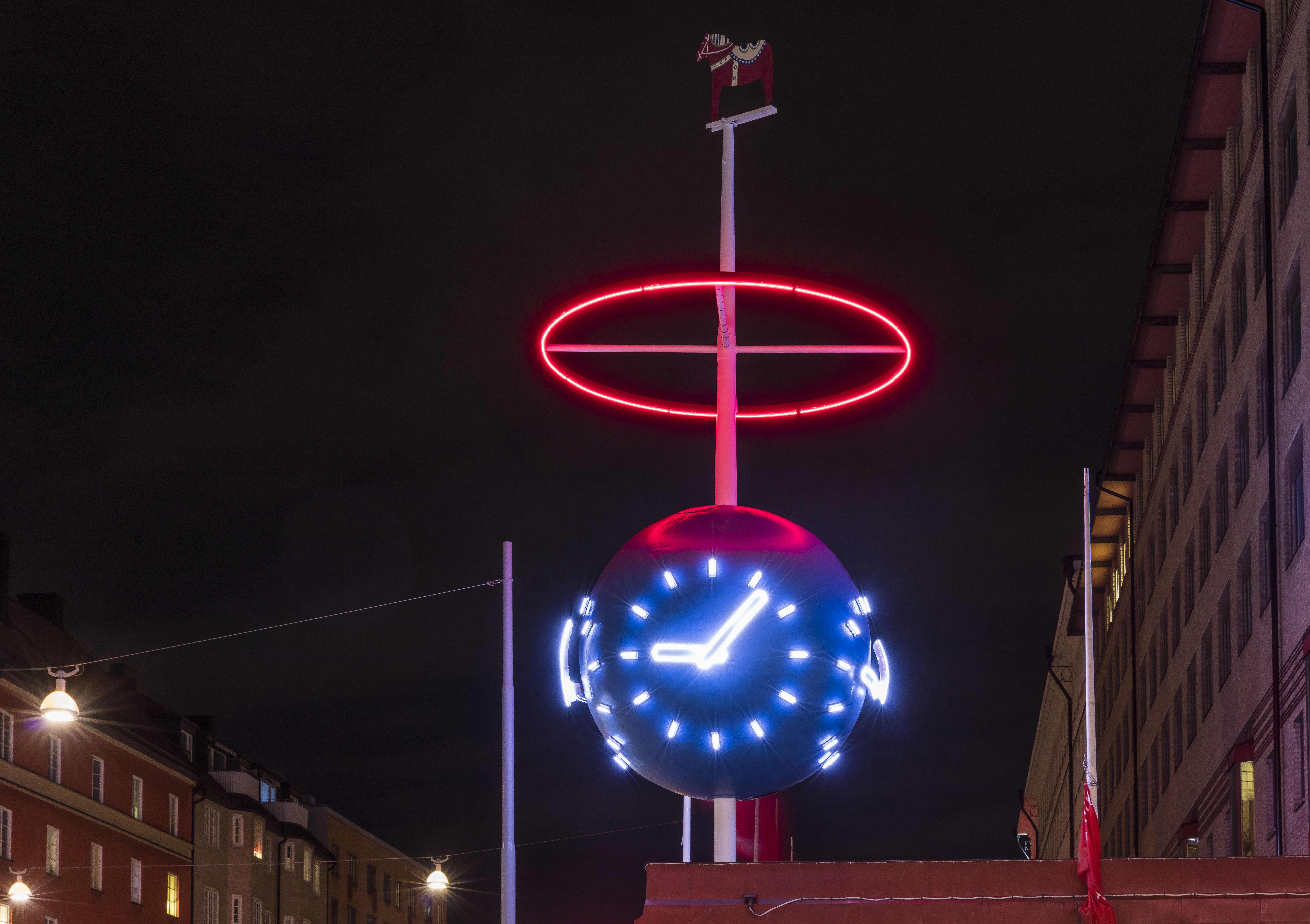
Klockan en septemberkväll 2017